# Jaime Rivadeneira
Jaime Rivadeneira Dávila (Francisco Jaime Rivadeneira Dávila), nacido el 20 de abril de 1907 en Quito, Ecuador fue un prominente médico, histopatólogo y científico ecuatoriano, reconocido por su labor en la erradicación de la malaria en los valles cercanos a Quito e Ibarra. Falleció el 2 de junio de 1978 por un infarto en Quito, Ecuador.

## Reseña biográfica
Hijo del doctor Luis Alberto Rivadeneira García, médico internista del Hospital San Juan de Dios (Quito), experto en tratar epidemias entéricas y nombrado "Flebotomista del Hospital San Juan de Dios" y de Luz María Dávila Peñaherrera.
Estudió la primaria en la escuela Pensionado Pedro Pablo Borja y la secundaria en el Instituto Nacional Mejía donde se graduó de bachiller en 1925, y obtuvo la medalla al mejor alumno de Química 1922-1923. En la secundaria fue compañero de Galo Plaza Lasso, Juan Isaac Lovato, y Sara Grijalva entre otros.
En 1928 ingresó a la Universidad Central del Ecuador para estudiar medicina de donde se graduó primero de licenciado en medicina.  Durante su tiempo como estudiante fue nombrado primer ayudante de Zoología y al mismo tiempo fue nombrado profesor de Biología en los colegios "Juan Montalvo" y "24 de Mayo" en Quito. Además fue asignado como profesor agregado de Biología e Histología en la entonces Escuela Superior de Agricultura y Veterinaria de la Universidad Central del Ecuador.
Luego de una amplia trayectoria científica y profesional se gradúa de médico cirujano en el año 1965. Estuvo casado con la Sra. Diana Andrade Espinosa (1921-2006) desde 1945 hasta su muerte.
Durante sus estudios de medicina colaboró con Max Uhle y Franz Spillmann, en la reconstrucción del "Mastodonte de Alangasí" (Haplomastodon chimborazi), encontrado en las faldas del volcán Ilaló en 1928. Este fósil fue trasladado al Museo de la Universidad Central del Ecuador donde en el año 1929 fue consumido por las llamas de un incendio.

## Medicina
Jaime Rivadeneira obtuvo su licenciatura en Medicina, y dedicó gran parte de su vida al estudio de la Histopatología, ciencia dedicada a estudiar el diagnóstico de enfermedades (Patología) a través del estudio de tejidos (Histología). Esa rama de la medicina era poco conocida en Ecuador de aquel entonces, por lo que Jaime fue pionero en el campo, debiendo ser autodidacta y estar en constante investigación sobre técnicas y métodos para histopatología. Implementó, además, el estudio citológico por medio de la Prueba de Papanicolaou para detección temprana de Cáncer cervical.
Desde 1939 se incorporó como Jefe del laboratorio del Hospital Eugenio Espejo, y fundó el laboratorio de Histopatología, siendo pionero en el país, donde trabajó hasta 1963.
En 1946 es encargado de iniciar el Departamento de Patología de la Clínica del Seguro Social, actualmente Hospital Carlos Andrade Marín, del cual llegó a ser Director. Este laboratorio se conoció después como LABORATORIO DE HISTOPATOLOGÍA DEL SEGURO SOCIAL en el que trabajó hasta 1973.
En su constante preocupación por aumentar los profesionales en el campo de la patología, en 1952 organiza el “Primer Curso profesional para la formación de técnicos de laboratorio” con el auspicio del Servicio Cooperativo Interamericano de Salud Pública.
Colaboró también con el Hospital Baca Ortiz, donde tenía su consultorio particular, proporcionando servicios de Histopatología en forma gratuita y como profesor y tutor de estudiantes de medicina entre 1959 y 1971.
Trabajó en su laboratorio particular donde realizó innumerables exámenes patológicos y citológicos para hospitales públicos y privados de Quito, hasta su muerte en 1978.

## Campaña Antimalárica
De acuerdo a lo publicado por el Dr. Carlos Andrade Marin en 1940, el Dr Luis A. Rivadeneira confirma la existencia de casos de paludismo endémico en la población de El Tingo. Inmediatamente se crea una comisión para detener la enfermedad y Jaime Rivadeneira empieza el trabajo en forma inmediata en el Valle de los Chillos.
En 1940 inicia su trabajo en la campaña antimalárica dirigida por el Dr. Benjamín Wandemberg (que luego se llamó Campaña antimalárica nacional 1949), para la erradicación de la malaria en los valles de la Provincia de Pichincha. La campaña abarcó inicialmente el valle de Los Chillos, luego se extendió a los valles de Tumbaco, Puembo, Guayllabamba, Puéllaro, Perucho,y después a la Provincia de Imbabura en el Valle del Chota y Salinas de Ibarra, y otras poblaciones ecuatorianas como Santo Domingo, con el apoyo del Servicio Cooperativo de Salud Pública del Ecuador.
Fue nombrado en 1942 Director de la campaña antimalárica de la Provincia de Carchi, Provincia de Imbabura, y Provincia de Pichincha, dirección que ejerció hasta 1950.
Recorrió a pie entre 1936 y 1941 los ríos Guayllabamba, Pisque, Tahuando,Chiche, Chota y otros, para ir eliminando los criaderos del mosquito Anopheles pseudopunctipennis a fin de erradicar esta enfermedad que aquejaba a los habitantes de las poblaciones. La campaña inició con un estudio de la distribución de larvas del mosquito en los valles, con un laboratorio de campo ubicado en San Pedro del Tingo, en donde se identificaron zonas húmedas y pantanosas como los lugares donde crecían las mismas.   La erradicación fue un trabajo muy meticuloso, que consistió en eliminar las zonas en las que se pudieran reproducir las larvas de Anopheles, eliminando manualmente los criaderos, con escobas y otros utensilios, y luego utilizando una mezcla de Queroseno y petróleo para evitar que las larvas pudieran adherirse a las superficies. El trabajo incluía el drenaje de zonas donde el agua podía estancarse, secando pantanos y construyendo canales de drenaje.   Hacia el final de la campaña se utilizó DDT para la erradicación del Anopheles. Esta campaña fue exitosa convirtiendo estos valles en zonas habitables en las que se observa una gran expansión agrícola y urbana.
En 1949 presentó la metodología y resultados en su ponencia “Precisa una campaña eficiente para salvar al país del azote de la malaria” en la Conferencia sobre la Campaña Malárica Nacional. 
Por este trabajo obtuvo varios reconocimientos a nivel local y nacional, ya que colaboró a que estos valles sean habitables, y permitió la expansión de las zonas urbanas de Quito, Ibarra,  y otras poblaciones.

## Distinciones y condecoraciones recibidas
- Condecoración Orden Nacional al Mérito (Gobierno del Ecuador, 1949)
- Presea San Miguel de Ibarra (Municipio de Ibarra, 1955)
- Condecoración Orden Nacional al Mérito de Gran Comendador  (Gobierno del Ecuador, 1962)
- Premio Buen Ecuatoriano, (I. Municipio de Quito, 1966)

## Reconocimientos post mortem
En 1985, el Colegio Médico de Pichincha del Ecuador institucionalizó en su memoria el premio "Dr. Jaime Rivadeneira Dávila” en reconocimiento a los méritos científicos y valores humanos de médicos destacados de la provincia de Pichincha. Este premio se ha otorgado desde 1985 varios médicos destacados en su labor profesional.
Actualmente se entrega como premio Médico del año en la categoría ‘Atención Comunitaria’ a médicos e instituciones que se han dedicado a la labor comunitaria mediante la prestación de servicios de Salud de calidad y bajo costo.
En Ibarra, Ecuador existe la Avenida Jaime Rivadeneira en reconocimiento por la labor antimalárica que permitió el desarrollo de la ciudad y sus valles circundantes;
y  la parroquia de Guayllabamba nombró a una de sus calles calle como "Dr. Jaime Rivadeneira" en su honor en el año 2000.